# Murod Zukhurov
Murod Zukhurov (Tashkent, 23 febbraio 1983) è un ex calciatore uzbeko, di ruolo portiere.

## Carriera

### Club
Comincia a giocare al Do'stlik. Nel 2004 si trasferisce al Metallurg Bekabad. Nel 2007 gioca al Novbahor Namangan. Nel 2008 passa al Bunyodkor. Nel 2010 si accasa al Nasaf Qarshi. Il 7 gennaio 2013 viene acquistato dal Bunyodkor.

### Nazionale
Convocato per la prima volta nel 2010, ha partecipato, pur senza mai scendere in campo, alla Coppa d'Asia 2011. Il debutto in Nazionale arriva il 13 agosto 2012, nell'amichevole Giordania-Uzbekistan (0-1).

## Palmarès

### Club

#### Competizioni nazionali
- Campionato uzbeko: 4

Bunyodkor: 2008, 2009, 2010, 2013
- Coppa dell'Uzbekistan: 3

Bunyodkor: 2008, 2010, 2013
- Supercoppa dell'Uzbekistan: 1

Bunyodkor: 2014